# トスパック
トスパック（TOSPACK）は1985年（昭和60年）より販売されているTOSEI（トーセイ）製の業務用真空包装機ブランド。

## 概要
食品の長期保存、酸化・腐敗・乾燥の防止、真空調理のほか、工業用製品や医療機器などの精密機器、布団などの大型製品を真空包装（真空パック）する業務用真空包装機である。開発、製造、販売、サービスを全て国内で手がける純正の国産品である。静岡県伊豆の国市にある自社工場にて製造されている。温かい調理やスープなどの液状調理を高温のまま真空パックすることができる高温真空保存機能付きの「卓上型トスパックホットシリーズ」は、TOSEI独自の技術で特許第5575827を取得している。令和元年12月にはベルト型「真空包装機（V-4000)(V-5000）」の開発、製造、販売が開始された。
主に飲食店や食品製造や食品卸向けの「卓上型タッチパネルシリーズ」、高温真空保存機能付きの「卓上型トスパックホットシリーズ」、加工業などの大量生産向け「据置型スタンダードタイプ」、「ベルト型タイプ」のほか、工業製品や医療品向けの「特殊包装タイプ」がある。
TBS 日曜劇場『グランメゾン東京』やTBS『Heaven？～ご苦楽レストラン～』の撮影セットに利用されるなど、たびたびTVの撮影セットに登場する。

## 製品
単品や少量生産品向きの省スペースな卓上型シリーズは以下のとおり。

### 卓上型タッチパネルタイプクリアドームシリーズ
- V-282（シール有効長220mm） - 液晶カラータッチパネルナビ。
- V-392（シール有効長310mm） - 液晶カラータッチパネルナビ。SDカード対応。
- V-482（シール有効長420mm） - 液晶カラータッチパネルナビ。SDカード対応。オイル交換・バッテリー交換の警告機能付。
- V-492G（シール有効長420mm） - 液晶カラータッチパネルナビ。SDカード対応。オイル交換・バッテリー交換の警告機能付。ガス封入機能付。

### 卓上型トスパックホットシリーズ
- HVP-282（シール有効長220mm） - 高温、通常温度の製品もパック可能。非接触温度センサー搭載。
- HVP-382N（シール有効長310mm） - 加熱調理品の真空パック。SDカード対応。凍結含浸調理専用プログラム搭載。
- HVP-482N（シール有効長420mm） - 加熱調理品の真空パック。SDカード対応。大容量5㎏パック対応。

### 卓上型 標準タイプ クリアドームシリーズ
- V-280A（シール有効長220mm） - コンパクト省スペース、卓上100Vタイプ

### 卓上量産型
- V-455G-1（シール有効長400mm×2） - 両サイドシール方式。ガス封入機能付。

### 卓上傾斜型
- V-307GII（シール有効長300mm） - 上下シール方式。厚手の袋も確実シールが可能。波形ヒーター採用。ガス封入機能付。

### 引出式
- VCH-300（シール有効長310mm） - 業界初の引出式真空包装機。スライド扉採用。ビルトイン対応。

大量生産や複数種類の製品の同時真空パック向け据置型シリーズは以下のとおり。

### 据置型
- V-553G（シール有効長550mm） - ステンレス製。真空度設定機能付。ガス封入機能付。
- V-553-1（シール有効長550mm×2） - 両サイドシール方式。液体の吹きこぼれ拡散防止機能付。高性能な真空センサー制御。庫内フラットタイプ。
- V-856（シール有効長820×570mm）- 液晶カラータッチパネルナビ。凍結含浸調理専用プログラム、ガス封入機能付（オプション）。L字シール方式。SDカード対応。
- V-856W（シール有効長820×2mm） - 液晶カラータッチパネルナビ。凍結含浸調理専用プログラム、ガス封入機能付（オプション）。ダブルサイドシール方式。SDカード対応。
- V-856C（シール有効長奥シール：725mm、左右シール：570mm×2） - 液晶カラータッチパネルナビ。凍結含浸調理専用プログラム。コの字シール方式。SDカード対応。
- V-930/ V-930D（シール有効長930mm） - 液晶カラータッチパネルナビ。凍結含浸調理専用プログラム、ガス封入機能付（オプション）。ヒーターブロックのコードレス化。SDカード対応。
- V-930DL（シール有効長奥シール：820mm、長左シール：420mm） - 液晶カラータッチパネルナビ。凍結含浸調理専用プログラム、ガス封入機能付（オプション）。ヒーターブロックのコードレス化。SDカード対応。
- V-930DW（シール有効長奥シール：930mm、長左シール：930mm） - 液晶カラータッチパネルナビ。凍結含浸調理専用プログラム、ガス封入機能付（オプション）。ヒーターブロックのコードレス化。SDカード対応。
- V-930DC（シール有効長奥シール：725mm、左右シール：420mm×2） - 液晶カラータッチパネルナビ。凍結含浸調理専用プログラム、ガス封入機能付（オプション）。ヒーターブロックのコードレス化。SDカード対応。

### ベルト型
- V-4070B / V-4100B / V-5070B / V-5100B（シール有効長1150mm） - ベルトの上に袋詰された商品を並べるだけで、真空・シール・排出の工程が自動的に行われる量産型。ベルトの角度調整が可能なため、液体包装にも対応。
- V-5100B-W（シール有効長1150mm） - シールユニットを2つ装備。手前側のシールユニットが着脱可能。製品の大きさに合わせてレイアウト変更可能。小袋商品の多量生産。

### 据置傾斜型
- V-602GII（シール有効長600mm） - 厚手の袋向け。上下シール方式。波形ヒーターの標準装備。ガス封入機能付。

特殊製品向けの真空包装機シリーズは以下のとおり。

### 臓器標本保管用
- HV-300（シール有効長310mm） - 液漏れ、匂い漏れを防ぐ。専用フィルムによる長期保管も可能。
- HV-400（シール有効長420mm） - 液漏れ、匂い漏れを防ぐ。専用フィルムによる長期保管も可能。

### 布団・毛布用
- MP-41（シール有効長900mm） - 毛布、布団、衣類用真空パック機。クリーニング店や寝具メーカー向け。災害用備蓄毛布にも。

### 特殊小型真空包装機
- SV-150（シール有効長140mm） - グローブボックス内設置可能。世界最小チャンバー式真空包装機。液体、粉物のパック向け。最適ポンプ別置きで単独駆動。

### アスファルト専用「真空コアパック機」
- ATI-101（シール有効長300mm） - 密度試験（JH217）に対応。